# 帕洛马斯
帕洛马斯，是西班牙埃斯特雷马杜拉巴达霍斯省的一个市镇。总面积41平方公里，总人口712人（2001年），人口密度17人/平方公里。